# Sprawa idealna
Sprawa idealna (tytuł oryg.: The Good Fight) – amerykański serial telewizyjny, którego premierowy odcinek został wyemitowany 19 lutego 2017 roku przez stację CBS, a pozostałe odcinki są udostępniane na platformie internetowej CBS All Access.
Twórcami serialu są Robert King, Michelle King i Phil Alden Robinson. Jest to kontynuacja i spin-off serialu Żona idealna z lat 2009–2016. Po sukcesie pierwszej serii Sprawy idealnej stacja CBS zamówiła drugą, trzecią i czwartą serię.
W Polsce serial jest udostępniony w Internecie w ramach usługi HBO GO od 1 maja 2017 roku i emitowany przez HBO3 od 6 września 2017 roku.

## Fabuła
Serial skupia się na Diane Lockhart, która przyjmuje na praktykę adwokacką swoją chrześnicę, Maię. Firma inwestycyjna ojca Mai okazuje się niewypłacalna i wszyscy jej klienci, w tym Diane, tracą zainwestowane pieniądze. Diane, planująca przejście na emeryturę, musi pozostać w pracy, aby nadal się utrzymać. Traci jednak posadę w kancelarii Lee & Lockhart, którą współprowadziła. Znajduje zatrudnienie w nowej kancelarii prowadzonej przez afroamerykańskich prawników. Przekonuje ich, by zatrudnili też Maię. Pracuje tam też Lucca Quinn, dawna podwładna Diane, a później jej konkurentka.

## Obsada

### Główna
- Christine Baranski jako Diane Lockhart[5]
- Cush Jumbo jako Lucca Quinn[5]
- Rose Leslie jako Maia Rindell[6]
- Erica Tazel jako Barbara Kolstad[7]
- Sarah Steele jako Marissa Gold[8]
- Delroy Lindo jako Adrian Boseman[9]
- Justin Bartha jako Colin Morrello[10]
- Michael Boatman jako Julius Cain[11][12]
- Nyambi Nyambi jako Jay Disperia[12]

### Role drugoplanowe
- Paul Guilfoyle jako Henry Rindell[13]
- Bernadette Peters jako Lenore Rindell[13]
- Gary Cole jako Kurt McVeigh[14]
- Zach Grenier jako David Lee[15]
- Jerry Adler jako Howard Lyman[15]
- Carrie Preston jako Elsbeth Tascioni[16]
- Heléne Yorke jako Amy Breslin
- Carrie Preston jako Elsbeth Tascioni[16]
- Audra McDonald jako Liz Lawrence[17] (sezon 2)

## Odcinki
| Seria | Odcinki | Oryginalna emisja CBS All Access | Oryginalna emisja CBS All Access | Oryginalna emisja HBO GO | Oryginalna emisja HBO GO | Oryginalna emisja HBO GO |
| Seria | Odcinki | Premiera serii                   | Koniec serii                     | Premiera serii           | Koniec serii             |                          |
| ----- | ------- | -------------------------------- | -------------------------------- | ------------------------ | ------------------------ | ------------------------ |
| 1     | 10      | 19 lutego 2017                   | 16 kwietnia 2017                 | 1 maja 2017              | 3 lipca 2017             |                          |
| 2     | 13      | 4 marca 2018                     | 27 maja 2018                     | 11 marca 2018            | 3 czerwca 2018           |                          |
| 3     | 10      | 14 marca 2019                    | 16 maja 2019                     | 14 marca 2019            | 16 maja 2019             |                          |
| 4     | 7       | 9 kwietnia 2020                  | 28 maja 2020                     | 10 kwietnia 2020         | 29 maja 2020             |                          |

### Seria 1 (2017)
| Nr | #  | Tytuł                             | Reżyseria        | Scenariusz                                      | Premiera CBS All Access | Premiera HBO GO |
| -- | -- | --------------------------------- | ---------------- | ----------------------------------------------- | ----------------------- | --------------- |
| 1  | 1  | Inauguration                      | Brooke Kennedy   | Phil Alden Robinson, Robert King, Michelle King | 19 lutego 2017          | 1 maja 2017     |
| 2  | 2  | First Week                        | Allan Arkush     | Ryan Pedersen, Joey Scavuzzo                    | 19 lutego 2017          | 8 maja 2017     |
| 3  | 3  | The Schtup List                   | Marta Cunningham | Tegan Shohet                                    | 26 lutego 2017          | 15 maja 2017    |
| 4  | 4  | Henceforth Known as Property      | Alex Zakrzewski  | Joey Hartstone                                  | 5 marca 2017            | 22 maja 2017    |
| 5  | 5  | Stoppable: Requiem for an Airdate | Ron Underwood    | Marcus Dalzine                                  | 12 marca 2017           | 29 maja 2017    |
| 6  | 6  | Social Media and Its Discontents  | Jim McKay        | Robert King, Michelle King                      | 19 marca 2017           | 5 czerwca 2017  |
| 7  | 7  | Not So Grand Jury                 | So Yong Kim      | William Finkelstein                             | 26 marca 2017           | 12 czerwca 2017 |
| 8  | 8  | Reddick v Boseman                 | So Yong Kim      | Michael Zinberg                                 | 2 kwietnia 2017         | 19 czerwca 2017 |
| 9  | 9  | Self Condemned                    | Jim McKay        | William Finkelstein                             | 9 kwietnia 2017         | 26 czerwca 2017 |
| 10 | 10 | Chaos                             | Robert King      | Robert King, Michelle King                      | 16 kwietnia 2017        | 3 lipca 2017    |

### Seria 2 (2018)
| Nr | #  | Tytuł   | Reżyseria             | Scenariusz                         | Premiera, CBS All Access | Premiera HBO GO  |
| -- | -- | ------- | --------------------- | ---------------------------------- | ------------------------ | ---------------- |
| 11 | 1  | Day 408 | Brooke Kennedy        | Robert King, Michelle King         | 4 marca 2018             | 11 marca 2018    |
| 12 | 2  | Day 415 | Jim McKay             | William M. Finkelstein             | 11 marca 2018            | 18 marca 2018    |
| 13 | 3  | Day 422 | James Whitmore Jr.    | Joey Hartstone                     | 18 marca 2018            | 25 marca 2018    |
| 14 | 4  | Day 429 | Ron Underwood         | Jonathan Tolins                    | 25 marca 2018            | 1 kwietnia 2018  |
| 15 | 5  | Day 436 | Jim McKay             | Marcus Dalzine                     | 1 kwietnia 2018          | 8 kwietnia 2018  |
| 16 | 6  | Day 443 | Brooke Kennedy        | Jacquelyn Reingold                 | 8 kwietnia 2018          | 15 kwietnia 2018 |
| 17 | 7  | Day 450 | Frederick E.O. Toye   | Tegan Shohet                       | 15 kwietnia 2018         | 22 kwietnia 2018 |
| 18 | 8  | Day 457 | Clark Johnson         | Aurin Squire                       | 22 kwietnia 2018         | 29 kwietnia 2018 |
| 19 | 9  | Day 464 | Michael Zinberg       | Robert King, Michelle King         | 29 kwietnia 2018         | 6 maja 2018      |
| 20 | 10 | Day 471 | Kevin Rodney Sullivan | William Finkelstein                | 6 maja 2018              | 13 maja 2018     |
| 21 | 11 | Day 478 | Brooke Kennedy        | Jonathan Tolins                    | 13 maja 2018             | 20 maja 2018     |
| 22 | 12 | Day 485 | Ron Underwood         | Jacquelyn Reingold, Marcus Dalzine | 20 maja 2018             | 27 maja 2018     |
| 23 | 13 | Day 492 | Robert King           | Robert & Michelle King             | 27 maja 2018             | 3 czerwca 2018   |

### Seria 3 (2019)
| Nr | #  | Tytuł                                        | Reżyseria            | Scenariusz                           | Premiera, CBS All Access | Premiera HBO GO  |
| -- | -- | -------------------------------------------- | -------------------- | ------------------------------------ | ------------------------ | ---------------- |
| 24 | 1  | The One About the Recent Troubles            | Robert King          | Robert King & Michelle King          | 14 marca 2019            | 14 marca 2019    |
| 25 | 2  | The One Inspired by Roy Cohn                 | Frederick E. O. Toye | William Finkelstein                  | 21 marca 2019            | 21 marca 2019    |
| 26 | 3  | The One Where Diane Joins the Resistance     | Brooke Kennedy       | Jonathan Tolins                      | 28 marca 2019            | 28 marca 2019    |
| 27 | 4  | The One with Lucca Becoming a Meme           | Nelson McCormick     | Jacquelyn Reingold                   | 4 kwietnia 2019          | 4 kwietnia 2019  |
| 28 | 5  | The One Where a Nazi Gets Punched            | Jim McKay            | Tegan Shohet                         | 11 kwietnia 2019         | 11 kwietnia 2019 |
| 29 | 6  | The One with the Celebrity Divorce           | Tess Malone          | Davita Scarlett                      | 18 kwietnia 2019         | 18 kwietnia 2019 |
| 30 | 7  | The One Where Diane and Liz Topple Democracy | Brooke Kennedy       | Aurin Squire                         | 25 kwietnia 2019         | 25 kwietnia 2019 |
| 31 | 8  | The One Where Kurt Saves Diane               | Felix Alcala         | Laura Marks                          | 2 maja 2019              | 2 maja 2019      |
| 32 | 9  | The One Where the Sun Comes Out              | Brooke Kennedy       | Eric Holmes                          | 9 maja 2019              | 9 maja 2019      |
| 33 | 10 | The One About the End of the World           | Brooke Kennedy       | William Finkelstein, Jonathan Tolins | 16 maja 2019             | 16 maja 2019     |

### Seria 4 (2020)
| Nr | # | Tytuł                                         | Reżyseria             | Scenariusz                  | Premiera, CBS All Access | Premiera         |
| -- | - | --------------------------------------------- | --------------------- | --------------------------- | ------------------------ | ---------------- |
| 34 | 1 | The Gang Deals with Alternate Reality         | Brooke Kennedy        | Robert King & Michelle King | 9 kwietnia 2020          | 10 kwietnia 2020 |
| 35 | 2 | The Gang Tries to Serve a Subpoena            | Kevin Rodney Sullivan | Jonathan Tolins             | 16 kwietnia 2020         | 17 kwietnia 2020 |
| 36 | 3 | The Gang Gets a Call from HR                  | Tess Malone Davita    | Scarlett                    | 30 kwietnia 2020         | 24 kwietnia 2020 |
| 37 | 4 | The Gang is Satirized and Doesn't Like It     | Nelson McCormick      | William Finkelstein         | 7 maja 2020              | 8 maja 2020      |
| 38 | 5 | The Gang Goes to War                          | James Whitmore Jr.    | Tegan Shohet                | 14 maja 2020             | 15 maja 2020     |
| 39 | 6 | The Gang Offends Everyone                     | Brooke Kennedy        | Jacquelyn Reingold          | 21 maja 2020             | 22 maja 2020     |
| 40 | 7 | The Gang Discovers Who Killed Jeffrey Epstein | Fred Murphy           | Laura Marks                 | 28 maja 2020             | 29 maja 2020     |